# Sambin
Sambin ist eine französische Gemeinde mit 872 Einwohnern (Stand: 1. Januar 2022) im Département Loir-et-Cher in der Region Centre-Val de Loire; sie gehört zum Arrondissement Blois und zum Kanton Blois-3. Die Einwohner werden Candéens genannt.

## Geographie
Die Gemeinde Sambin liegt etwa zehn Kilometer südsüdwestlich von Blois und 22 Kilometer östlich von Amboise am Westrand der Seenlandschaft Sologne. Umgeben wird Sambin von den Nachbargemeinden Monthou-sur-Bièvre im Norden, Le Controis-en-Sologne im Nordosten, Fougères-sur-Bièvre im Osten, Thenay im Südosten sowie Pontlevoy im Süden und Westen.

## Bevölkerungsentwicklung
| Jahr                       | 1962 | 1968 | 1975 | 1982 | 1990 | 1999 | 2010 | 2021 |
| Einwohner                  | 683  | 651  | 652  | 677  | 701  | 676  | 917  | 872  |
| Quellen: Cassini und INSEE |      |      |      |      |      |      |      |      |

## Sehenswürdigkeiten

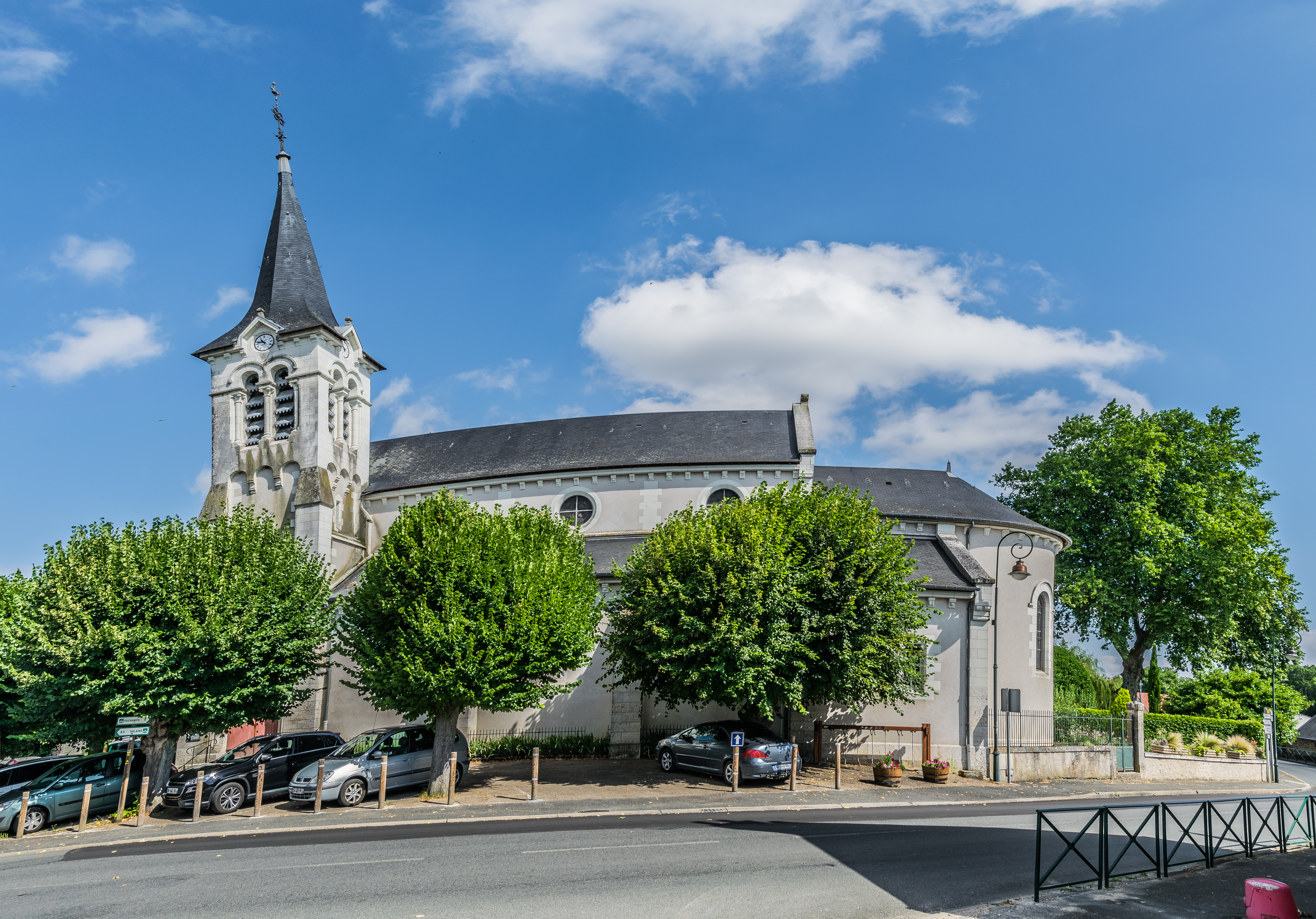
Kirche St-Martin

- Kirche Saint-Martin
- Schloss Villiers
- Wasserturm